# Leszek Karczewski
Leszek Karczewski (ur. 16 stycznia 1905 w Warszawie, zm. 9 sierpnia 1978 w Koszalinie) – polski architekt.

## Życiorys
W 1925 zdał maturę w gimnazjum im. Stanisława Staszica w Warszawie. W 1934 ukończył studia architektoniczne na Politechnice Warszawskiej, rok później został członkiem warszawskiego oddziału Stowarzyszenia Architektów Rzeczypospolitej Polskiej.
Od 1945 zamieszkał w Radomiu, należał do tamtejszego Towarzystwa Przyjaciół Sztuk Pięknych. W 1953 przystąpił do kieleckiego oddziału SARP. Od 1960 do śmierci mieszkał w Koszalinie, spoczywa na koszalińskim Cmentarzu Komunalnym (kwatera R-11-8-27).
Specjalizował się w małych formach architektonicznych, projektował m.in. obiekty użyteczności publicznej.